# اچ‌اس‌بی‌سی آرژانتین

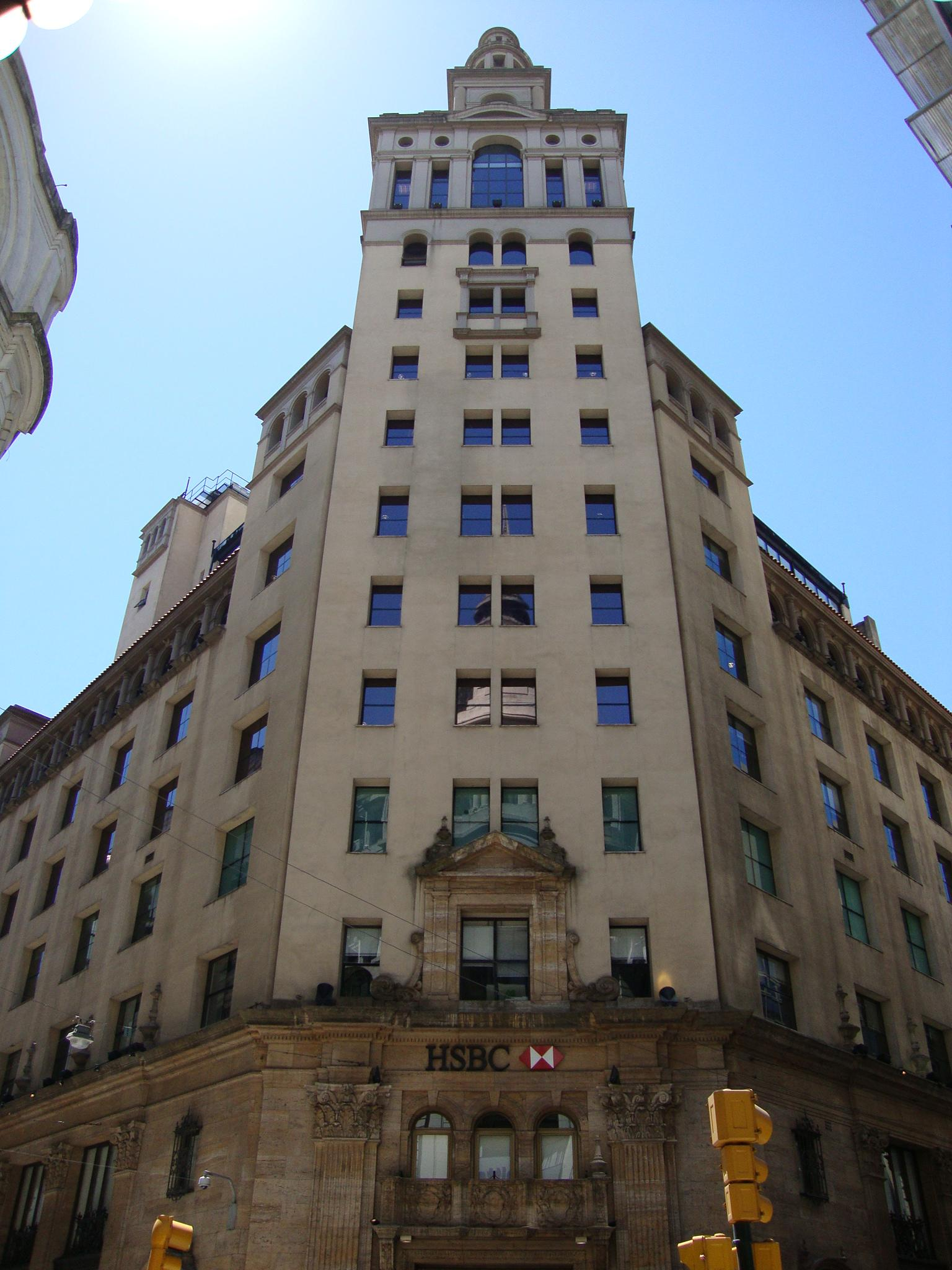
تصویز اچ‌اس‌بی‌سی آرژانتین

اچ‌اس‌بی‌سی آرژانتین (انگلیسی: HSBC Bank Argentina) شرکت خدمات مالی و بانکداری آرژانتینی است، که در سال ۱۹۳۱ تأسیس شد.